# Territori de la Costa d'Ivori
El Territori de la Costa d'Ivori fou un territori que van formar part primer de la colònia de Costa d'Ivori-Gabon (1860-1883), sent un territori de la mateixa del 1860 al 1871, en què va passar a ser administrada per companyies privades i va agafar el nom d' "Establiments Francesos de la Costa d'Ivori" (1871-1883).
Després fou un territori part de la colònia de Guinea Francesa (1883-1889) però va estar administrat per una companyia privada (A. Verdier & Company) del 1883 al 1886 encara amb el nom d' "Establiments Francesos de la Costa d'Ivori" (1871-1883) esdevenint després el Protectorat de la Costa d'Ivori del 1886 al 1889 sota administració directe de França. A partir de 1889 es va constituir en entitat separada encara com a Protectorat de la Costa d'Ivori fins que el 1893 va esdevenir la Colònia de la Costa d'Ivori.
De facto també fou un territori dins de la colònia de Gorée i dependències (1843-1859), dins dels territoris de la Divisió Naval amb seu a Gabon (1859-1860) però el seu nom en aquest temps fou "Establiments Francesos de la Costa d'Or" (1843-1860) 

## Comandants superiors del "Establiments Francesos de la Costa d'Or" a Grand Bassam
- 1843 Charles Marie Philippe de Kerhallet
- 1843 - 1844 Thomas Jules Séraphin Besson
- 1844 - 1845 Joseph Pellegrin
- 1845 - 1847 Conjard
- 1847 - 1848 Camille Adolphe Pigeon (or Pijeon)
- 1849 - 1850 Jean Jules Charles Boulay
- 1851 - 1853 Charles Gabriel Felicité Martin des Pallières
- 1853 - 1854 François Chirat
- 1854 - 1855 Pierre Alexandre Mailhetard
- 1855 - 1856 Noël Bruyas
- 1857 Charles Brossard de Corbigny
- 1858 - 1860 Pierre Alexandre Mailhetard (segona vegada)

## Comandants superiors del "Territori de la Costa d'Ivori" a Grand Bassam
- 1860 - 1862 Charles René Gabriel Liébault
- 1862 - 1863 Joseph Alem
- 1863 - 1863 Jean Antoine Léonard Eudore Noyer
- 1863 - 1864 Jacques Bertrand Oscar Desnouy(s)
- 1864 - 1866 Jean Auguste Martin
- 1866 - 1867 Léon Noël
- 1867 - 1869 Alfred Pouzols
- 1869 - 1871 Jean Louis Vernet

## Residents als "Establiments Francesos de la Costa d'Ivori"
- 1871 - 1885 Arthur Verdier (representant de la bandera francesa)
- 1885 - 1886 Charles Bour (Comandant particular)

## Resident al "Protectorat de la Costa d'Ivori" (dependència de la Guinea Francesa)
- 1886 - 1890 Marcel Treich-Laplène

## Residents al "Protectorat de la Costa d'Ivori" (entitat separada)
- 1890 Jean Joseph Étienne Octave Péan (interí)
- 1890 - 1892 Jean Auguste Henri Desaille
- 1892 Eloi Bricard (interi)
- 1892 Julien Voisin (interí)
- 1892 - 1893 Paul Alphonse Frédéric Marie de Beckman